# 노린 드울프
노린 드울프(Noureen DeWulf, 1984년 2월 28일 ~ )는 미국의 배우이다.

## 출연 작품
- 마라가 큰 결정을 해야 해 (2019)
- 우리 처음 만났을 때 (2018)
- 배드 매치 (2017)
- 치 앤드 티 (2016)
- 킥백 (2015)
- 데이 케임 투게더 (2014)
- 베이비 메이커스 (2012)
- 브레이크어웨이 (2011)
- 더 하드 타임즈 오브 RJ 버거 (2010)
- 아웃소스드 (2010)
- The Taqwacores (2010)
- 플랜 B (2010)
- 더 스트립 (2009)
- 더 굿: 리브 하드, 셀 하드 (2009)
- 고스트 오브 걸프렌즈 패스트 (2009)
- 펄스 3 (2008)
- 펄스 2 - 애프터라이프 (2008)
- 킬러 패드 (2008, Killer Pad)
- 어메리커나이징 쉘리 (2007)
- 더 컴백스 (2007)
- 오션스 13 (2007)
- 플레지 디스! (2006, National Lampoon's Pledge This!)
- 아메리칸 드림즈 (2006)
- 웨스트 뱅크 스토리 (2005)

### 텔레비전
- 90210 (2009)
- 성질 죽이기 (2012-14)